# Psychoda hyalinata
Psychoda hyalinata är en tvåvingeart som först beskrevs av Blanchard 1852.  Psychoda hyalinata ingår i släktet Psychoda och familjen fjärilsmyggor. Inga underarter finns listade i Catalogue of Life.